# ورخووانی
ورخووانی (به لاتین: Vrchovany) یک منطقهٔ مسکونی در جمهوری چک است که در شهرستان چسکا لیپا واقع شده‌است.